# Burànovskie Bàbuixki
Burànovskie Bàbuixki (rus: Бурановские бабушки, [bʊˈranəvskʲɪɪ ˈbabʊʂkʲɪ]; en udmurt, Brangurtısь pesjanajos; traducció: "Àvies de Burànovo") és un grup musical etno-pop d'Udmúrtia format per vuit dones d'edat avançada. Són de la vila de Burànovo (Brangurt), Udmúrtia, situada entre el riu Volga i els Urals, a Rússia. Burànovskie Bàbuixki van representar Rússia al Festival de la Cançó d'Eurovisió 2012 que se celebrà a Bakú (Azerbaidjan), i aconseguiren el 2n lloc. El grup està format per vuit "àvies", però les normes del concurs només van permetre que pugessin a l'escenari sis de les components. El grup interpreta la majoria de les seves cançons en udmurt.

## Cançons
A més del tema "Party for Everybody", amb què van representar Rússia al Festival de la Cançó d'Eurovisió 2012, altres de les cançons que han interpretat són "Yesterday", "Let It Be" (originals de The Beatles), "Smoke on the Water" (de Deep Purple), "Hotel California" (dels Eagles), "L'estrella anomenada Sol" ("Звезда по имени Cолнце" (Zvezda po imeni Solnce), original de Kino), "I Am Beautiful", "Снег-снежок", "Chiborio" i "Бабушки-старушки".

## Eurovisió
El grup va participar en la preselecció de Rússia per al festival d'Eurovisió 2010 amb el tema "Dlinnaja-Dlinnaja Beresta I Kak Sdelat Iz Nee Aishon" ("Escorça de bedoll molt llarga i com convertir-la en un turbant"), amb què van finalitzar en 3r lloc.
Van tornar a participar en la preselecció el 2012 amb la cançó "Party for Everybody" interpretada en udmurt i anglès. De fet, el grup va guanyar la preselecció, en rebre 38,51 punts, per davant del duet format per Dima Bilan (guanyador d'Eurovisió 2008) i Yúliya Vólkova (component del grup t.A.T.u.) amb la cançó "Back To Her Future", que van finalitzar en 2n lloc amb 29,25 punts. En conseqüència, Burànovskie Bàbuixki van representar Rússia al Festival de la Cançó d'Eurovisió 2012 celebrat a Bakú, Azerbaidjan. Amb la seva actuació, van finalitzar en 2n lloc amb 259 punts (només per darrere de la guanyadora Suècia amb 372), i van rebre punts de 40 dels 41 països que hi van votar (només Suïssa no els va atorgar cap punt).
El grup va manifestar que en 2012 destinarien tots els fons que recaptessin a la construcció d'una església a Burànovo.

## Recapte de fons per la reconstrucció d'una església
L'any 2010, el grup va crear un fons per a la reconstrucció de l'Església de la Trinitat a Burànovo, i tots els ingressos del grup estan destinats a aquest fons. L'Església de la Trinitat fou construïda en pedra el 1865, però l'administració soviètica va clausurar-la el 19 de setembre de 1939 i després fou enderrocada. L'església actual, en fusta, està bastant deteriorada. L'estructura de maó de l'Església de la Santíssima Trinitat està completada, les parets exteriors estan revestides d'estucat blanc, i el sostre és de metall verd. L'interior encara estava en construcció a inicis de 2014.
Prop de l'església hi ha un monument de pedra amb una placa que diu (en rus): "Per la gràcia de Déu i amb la dura feina del grup musical Burànovskie Bàbuixki, en aquest lloc s'erigirà un temple en honor de la Santíssima Trinitat. Aquesta pedra fou col·locada el 28 d'octubre de 2011."

## Components

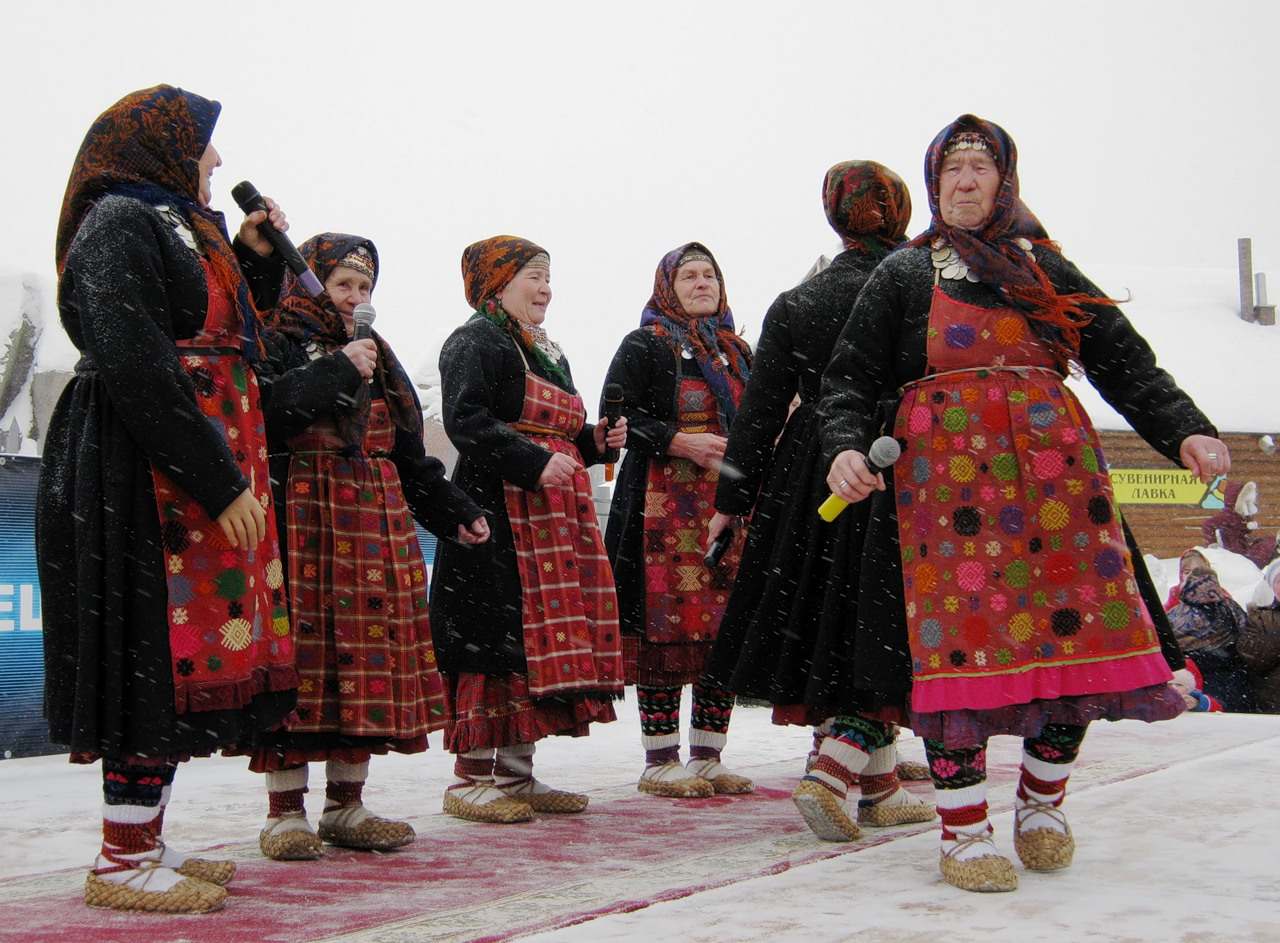
Actuació de Burànovskie Bàbuixki en 2011

- Granya Baysarova (75 anys)[9] - va participar en Eurovisió 2012
- Alevtina Begisheva (67 anys)[9]
- Zoya Dorodova (84 anys)[9]
- Galina Koneva (86 anys)[9] - va participar en Eurovisió 2012
- Natalya Pugachyova (89 anys)[9] - va participar en Eurovisió 2012
- Valentina Pyatchenko (87 anys)[9] - va participar en Eurovisió 2012
- Olga Tuktaryova (56 anys)[9] - va participar en Eurovisió 2012
- Yekaterina Shklyaeva (87 anys)[9] - va participar en Eurovisió 2012
- Yelizaveta Zarbatova (morí el 13 de gener de 2014 als 87 anys)[10][11]